# ميكلوس ناغي (صحفي)
ميكلوس ناجي (بالمجرية: Nagy Miklós)‏ (و. 1840 – 1907 م) هو صحفي مجري، توفي في بودابست، عن عمر يناهز 67 عاماً.